# Callerebia styx
Callerebia styx är en fjärilsart som beskrevs av Bang-haas 1927. Callerebia styx ingår i släktet Callerebia och familjen praktfjärilar. Inga underarter finns listade i Catalogue of Life.